# Daniel Dantas
Daniel Dantas es un banquero y empresario brasileño. Es presidente del grupo Opportunity.

## Biografía
Daniel Dantas es un miembro de una de las familias más tradicionales de Bahía, cuyo patriarca era Geremoabo Baron, Cicero Martins, que es el nombre del condado en Bahía. Cícero Dantas, hijo del comandante John Dantas dos Reis, fue un poderoso terrateniente en la región Itapicurú, al noreste de Bahía, donde fue la sede de las grandes propiedades, que cubre Geremoabo Tucán Olindina, Antas, pajas y Alagoinhas, entre otros municipios. La casa de campo es el nombre de Camuciatá (palabra india que significa "olla de agua"), al igual que las orillas del río Itapecurú, y no es la mansión de la familia, una especie de museo privado de Dantas, abierto a los visitantes con cita previa. Además Laird, Cícero Dantas también era abogado y político de las más influyentes, usando su influencia para hacer que el campo de pajas, fundada en sus tierras de Antonio Conselheiro, fue atacado y destruido por completo por las tropas federales durante la Guerra de Canudos. Fue miembro durante varios mandatos y senador. Su mayor obra fue la construcción de Engenho Bom Sucesso, en Santo Amaro, Bahía, en el Reconcavo, junto con su padre, Antonio Pinto da Costa, y su hermano del mismo nombre, Antonio da Costa Pinto. Y con la boca azucarada Dom Pedro II, otorgado los títulos de Barón Dantas agricultor; Conde, vizconde de Costa Pinto y vizconde, barón de Costa Pinto.
Hijo del escritor y miembro de la jet Nicia Maria Valente y Luís Raimundo ( "mundico") Tourinho Dantas, [3] una industria textil, amigo de la infancia senador Antonio Carlos Magalhães que tenía buenas relaciones en la política de Bahía. Desde muy temprana edad que quería tener su propio negocio, y se abrió a los 17 años, una fábrica de bolsas de papel, en asociación con dos amigos. El proyecto fue muy exitoso y después de dos años, vendió en un beneficio, a continuación, abrir, con los mismos socios, un negocio de distribución de cerveza.

### Formación
Se graduó en ingeniería por la Universidad Federal de Bahía. Realizó estudios de postgrado en economía en la Fundación Getulio Vargas, donde fue alumno del exministro de Finanzas, Mario Henrique Simonsen. Completó el doctorado en solo dos años, en 1982, por la FGV.

## Trayectoria
Comenzó a trabajar en Bradesco, donde en 1985 ocupó el cargo de vicepresidente de inversiones. Hizo una estancia posdoctoral en el Instituto de Tecnología de Massachusetts, tutorado por Franco Modigliani, Premio Nobel de Economía 1985, que Dantas invitó a una conferencia económica de la Fundación Getulio Vargas.
En 1986 se unió a los hermanos Kati y Luis Antonio Braga, hijos de Antonio Carlos Almeida Braga, el controlador de la aseguradora "Braguinha" Atlantic Boavista, que fue incorporado por Banco Bradesco. En ese momento en que adquirió la fama de "mago de las finanzas". Su salida se produjo con Bradesco Braguinha, consideraba su "maestro del mundo de las finanzas."
En Icatu Banco, Dantas se caracteriza por la realización de inversiones que dieron resultados extraordinarios. ¿Cómo, por ejemplo, invertir en productos como el café, el cacao y naranja justo antes de la edición del Plan Collor en marzo de 1990. El plan era para confiscar todos los activos financieros de los bancos. Por lo tanto Dantas podría exportar los bienes adquiridos, la obtención de recursos para atravesar la crisis de liquidez que afectó a otros empresarios y banqueros.
Este éxito llevó a los rumores que afirmaban que el Banco Icatu simplemente no se vio afectada por el embargo porque Dantas habría recibido información privilegiada sobre el Plan Collor y que, antes de la congelación, que había dibujado una gran cantidad en dinero del banco. Sin embargo, Gustavo Loyola, entonces director del Banco Central, indicó que no hubo un movimiento inusual de los fondos en el Banco Icatu la víspera de la entrada en vigor del Plan Collor.
Se convirtió en un amigo de Luis Eduardo Magalhaes y posteriormente consolidado estrecha relación con Antonio Carlos Magalhaes, convirtiéndose en su ahijado político y principal asesor financiero. Fue encargado por ACM para negociar una solución a la Caja de Ahorros con Pedro Malan y Gustavo Loyola, entonces presidente del Banco Central. Desde su conexión con ACM, creado lazos con el PFL.
Dantas prevé que la ola de privatizaciones finalmente llegan a Brasil y sería una de las políticas que se adopten por el entonces recién elegido gobierno del presidente Fernando Henrique Cardoso: "Tenemos una mentalidad de colonizado, y siempre imitando lo que haces por ahí" ( ...). "basado en esta previsión, Dantas determinó a banco Icatu para invertir en acciones de las empresas estatales en el proceso de privatización, especialmente Telebras, que traería beneficios extraordinarios a ese banco.
A pesar de los buenos resultados que Dantas trajo al Banco Icatu, su relación con los socios de Kati y Luis Antonio se deterioró rápidamente hasta que la compañía se ha deshecho de común acuerdo y Dantas recibió $ 70 millones de la venta de su participación en Banco Icatu .
Con estos 70 millones de dólares economista fundó la Oportunidad, empresa independiente de gestión de recursos en 1994. Él no fundó la Banca de las Oportunidades, Banco Opportunity existe desde que Daniel era un niño, pero fue llamado Lógica Banco. Es propiedad de Dorio Ferman, quien se reunió Dantas de la FGV-RJ. Después se unió a Dorio Dantas, el banquero más años cambió el nombre del Banco lógica para la Oportunidad. Oportunidad en la inauguración funcionó sólo seis personas, entre ellas Dantas; en menos de un año su número aumentó a noventa. Su hermana, Verónica Dantas, se encargó de la parte administrativa de la gestión de activos y es la persona en quien más confianza Dantas.
En enero de 1990, participó en la empresa Dantas Simonsen y André Lara Resende de una reunión por invitación del presidente Collor donde discutieron la confiscación del Plan Collor. Algunos autores afirman que "el bloqueo habría sido sugerida por el Collor Daniel Dantas", [5] mientras que el expresidente mismo ha confirmado que asistió a la reunión con la condición de representante de los mercados financieros. [6] Sin embargo, fuentes del mercado y el propio Collor, dijeron al diario Gazeta Mercantil, el 7 de abril de 2008, [7] son unánimes en que Dantas, como Simonsen, considerado loco confiscación de los depósitos en cuenta corriente. Collor Daniel todavía ofrecen la carpeta del Ministerio de Finanzas, que se negaría.
Varios grupos estaban interesados en la privatización de Telesp, considerada la "joya de la corona" del sistema Telebras, incluyendo Telecom Italia, que formó una sociedad con el grupo Globo, Bradesco, y Vicunha con el fin de adquirirlo. Con el estallido de la crisis asiática, los italianos tenían miedo de que el mundo se enfrentaba a dificultades financieras y renunciar a su compromiso. 